# Marta García Lopez
Pour les articles homonymes, voir Marta García.
Marta García López, née le 9 août 2000 à Dénia, est une pilote automobile espagnole. Elle participe aux W Series de 2019 à 2022 et depuis 2023 à la F1 Academy.

## Biographie

### Karting et débuts en monoplace (2000-2017)
Marta García remporte plusieurs compétitions de karting internationales, telles que le CIK-FIA Karting Academy Trophy  et le Trofeo delle Industrie en 2015, une épreuve remportée il y a quelques années par Lewis Hamilton. Soutenue par la Commission des Femmes en sport automobile de la Fédération internationale de l'automobile (FIA), elle finit quatrième du championnat d'Europe OK-Junior en 2016. Dans ce championnat, elle se trouve en lutte pour le titre jusqu'à la dernière course avant de subir des problèmes mécaniques lors de cette ultime épreuve à Genk. Durant cette année 2016, elle rejoint également le championnat d'Espagne de Formule 4 en cours de saison pour acquérir de l'expérience en monoplace.
Elle décide de s'engager à plein temps en Formule 4 en 2017. En début d'année, elle rejoint la Renault Sport Academy, programme de jeunes pilotes de Renault F1 Team, en même temps que Christian Lundgaard, s'engageant dans les championnats d'Europe du Nord et d'Espagne. Seulement neuvième en Formule 4 espagnole, elle perd le soutien de Renault à la fin de l'année : « Les résultats n'ont pas été si bons. J'étais neuvième au championnat, donc je sais qu'ils ne sont pas satisfaits. L'objectif était d'être dans le top 3, mais ça n'a pas été possible. ». Sans soutien financier pour son futur en sport automobile, elle continue ses études et termine son cursus scolaire.

### La W Series (2019-2022)

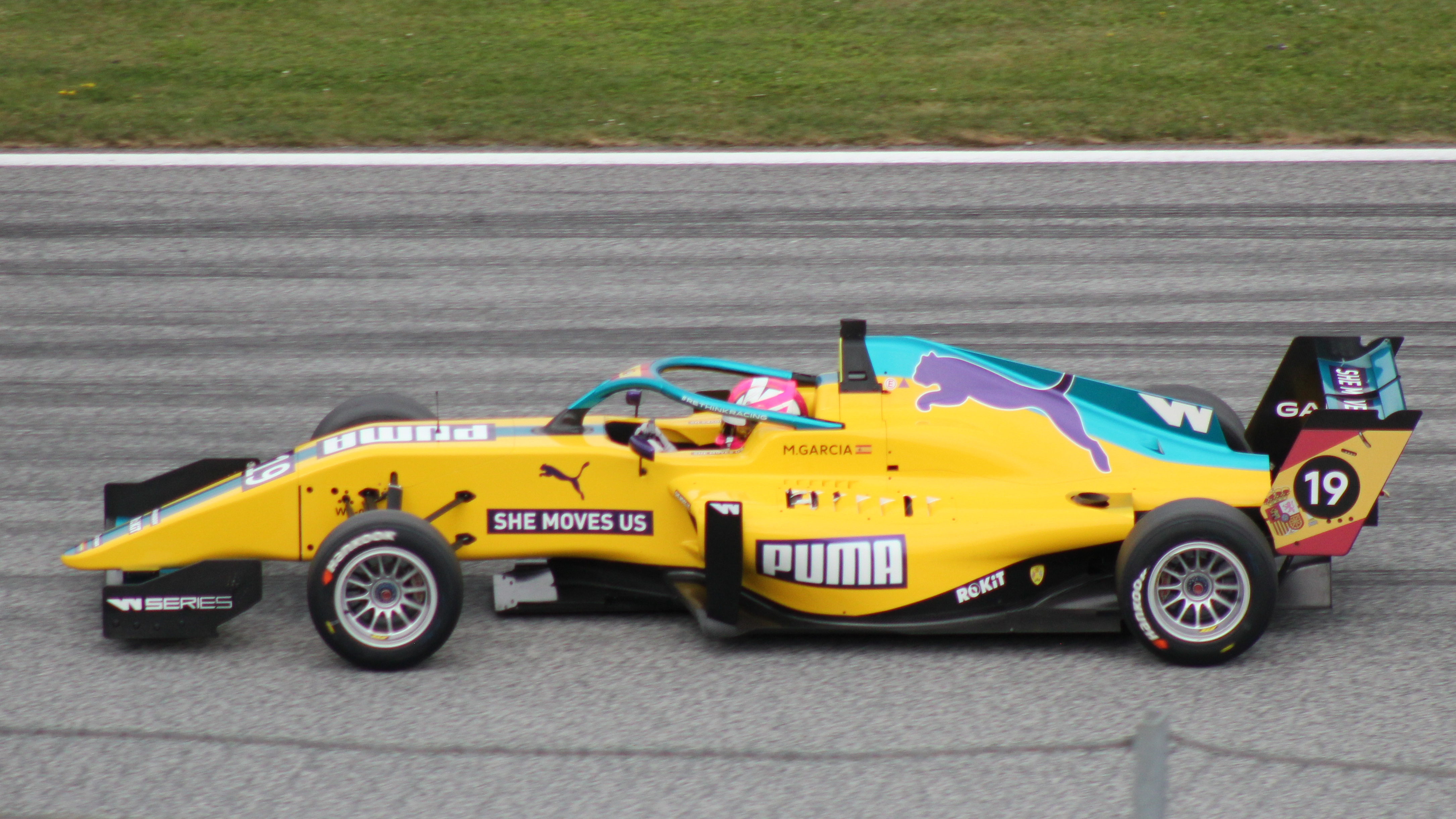
Marta García en W Series en 2021.

En 2019, elle effectue son retour en sport automobile avec les W Series, championnat de Formule 3 réservé exclusivement aux femmes. En effet, elle fait partie des 18 pilotes sélectionnées par un jury composé notamment de David Coulthard. Pour sa première course depuis près d'un an et demi, Marta García monte sur le podium dès la première course au Hockenheimring. Au Norisring, déjà auteure de sa première pole position, Marta García remporte sa première victoire en W Series,. Quatrième du championnat, elle reçoit une bourse de 100 000 euros qu'elle envisage de dépenser pour participer aux Toyota Racing Series, championnat hivernal néo-zélandais de Formule 3 pour se préparer à la saison 2020 des W Series.

### La F1 Academy (2023)

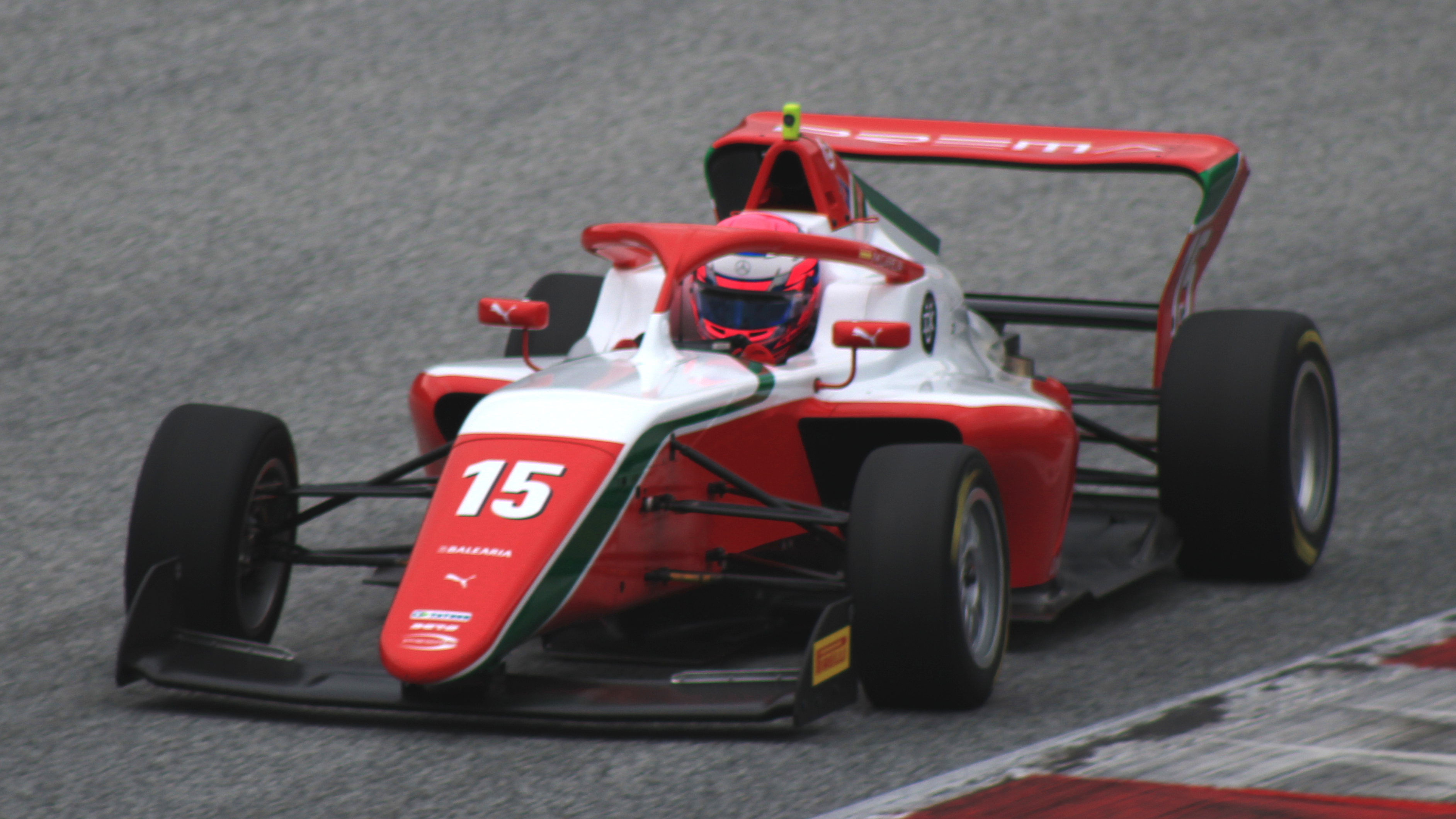
Marta García en F1 Academy en 2023 à Spielberg.

Le 21 mars 2023, García est confirmée dans le nouveau championnat exclusivement féminin de la F1 Academy, au sein de l'écurie Prema Racing. Dès son premier week-end, elle hérite des deux pole positions après disqualification d'Abbi Pulling, qui la précédait. Elle convertit ses deux pole positions en victoires et s'installe en tête du championnat.
A Valence, elle se qualifie en pole position pour les courses 1 et 3; cependant, après de multiples infractions aux limites de la piste, elle perd sa pole position de la course 1 et ne remporte que la course 3 grâce à la pole. Elle réalise ensuite un triple podium lors de la manche suivante à Barcelone. Elle remporte sa quatrième victoire à Monza puis deux à la suite lors de l'avant dernier meeting au Castellet.
Lors de la manche finale au Circuit des Amériques, elle décroche le titre de championne en remportant la victoire lors de la course 1 et devient la première lauréate du championnat de F1 Academy. Elle termine la saison avec un ultime podium lors de la course 3. Elle termine la sasion avec sept victoires, douze podiums et 278 points.

### La Formule Régionale (2024)

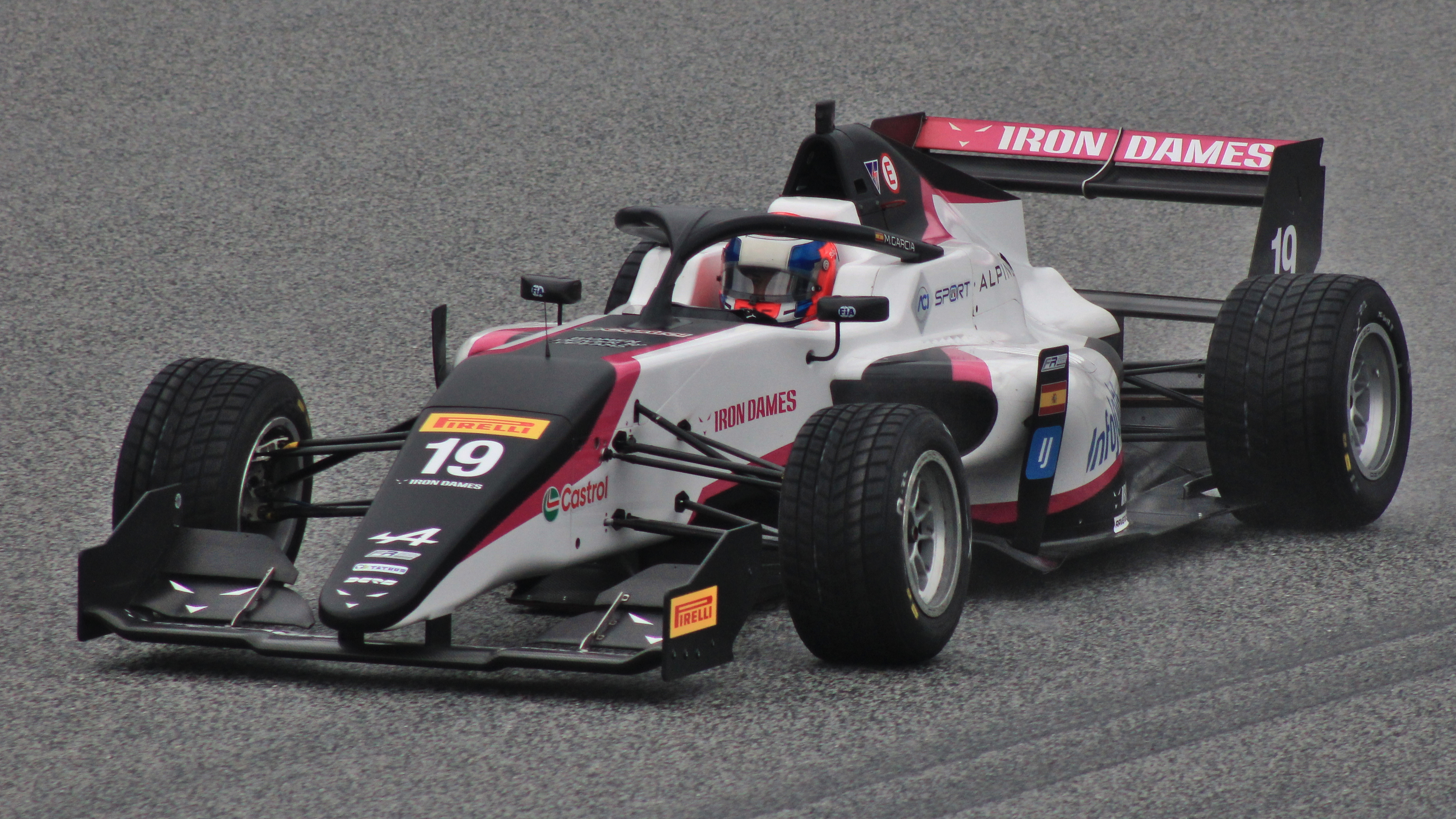
Marta García en Formule Régionale en 2024 à Spielberg.

Forte de son titre en F1 Academy, Marta Garcia rejoint le championnat d'Europe de Formule Régionale pour la saison 2024 où elle s'engage avec Prema. Cependant en avril, elle change d'écurie et rejoint Iron Dames qui débute dans la discpline aux cotés de Doriane Pin, membre du Mercedes Junior Team. La saison est cependant difficile pour toute l'équipe : aucune des deux pilotes ne parvient à marquer de points et Doriane se blesse à Spa-Francorchamps ce qui la prive de deux manches. Garcia termine vingt-huitième du championnat sans aucun point inscrit.

## Résultats en compétition automobile

### Résultats en monoplace
| Saison | Championnat                        | Écurie                | Courses | Victoires | Pole positions | Meilleurs tours | Podiums | Points | Classement |
| ------ | ---------------------------------- | --------------------- | ------- | --------- | -------------- | --------------- | ------- | ------ | ---------- |
| 2016   | Championnat d'Espagne de Formule 4 | Drivex School         | 11      | 0         | 0              | 0               | 0       | 0      | n.c        |
| 2017   | Championnat d'Espagne de Formule 4 | MP Motorsport         | 20      | 0         | 0              | 0               | 0       | 70     | 9e         |
| 2017   | SMP F4 Championship                | MP Motorsport         | 3       | 0         | 0              | 0               | 0       | 8      | 17e        |
| 2019   | W Series                           | Hitech Grand Prix     | 6       | 1         | 1              | 0               | 2       | 66     | 4e         |
| 2021   | W Series                           | Puma W Series Team    | 7       | 0         | 0              | 0               | 1       | 21     | 12e        |
| 2022   | W Series                           | CortDAO W Series Team | 7       | 0         | 1              | 0               | 1       | 45     | 6e         |
| 2023   | F1 Academy                         | Prema Racing          | 21      | 7         | 4              | 6               | 12      | 278    | Championne |
| 2024   | Formule Régionale Europe           | Iron Dames            | 20      | 0         | 0              | 0               | 0       | 0      | 28e        |

## Vie personnelle
Interrogée sur ses pilotes préférés, Marta García déclare en interview être une grande admiratrice de Max Verstappen, mais dit aussi apprécier Fernando Alonso, Lewis Hamilton et Danica Patrick.